# Max-Planck-Institut für molekulare Physiologie
Das Max-Planck-Institut (MPI) für molekulare Physiologie ist eine Forschungseinrichtung der Max-Planck-Gesellschaft mit Sitz in Dortmund. Das Institut betreibt biomedizinische Grundlagenforschung und verfolgt dabei ein interdisziplinäres Konzept. Vier wissenschaftliche Abteilungen arbeiten an den Schnittstellen von molekularer Zellbiologie, Systembiologie, Strukturbiochemie und chemischer Biologie.
Der Forschungsschwerpunkt liegt auf dem ganzheitlichen Verständnis der Wirkungsweise von Biomolekülen und deren dynamischen Interaktionen in der Zelle, und wie diese die Eigenschaften und das Verhalten der Zelle und letztendlich eines lebenden Systems bestimmen. Ausgehend von der Aufklärung der Struktur von Proteinen und ihrer Komplexe mittels hochauflösender Kryoelektronenmikroskopie und Röntgenkristallographie, werden Erkenntnisse gewonnen, wie intrazelluläre Prozesse, wie z. B. die Erkennung und Weiterleitung von Signalen, auf molekularer Ebene ablaufen. Die Identifizierung und Synthese naturstoffnaher kleiner Moleküle ermöglicht die zielgenaue Modulierung biologischer Prozesse und die Verfolgung von komplexen Signalwegen in der Zelle. Zur Darstellung intrazellulärer Prozesse, die insbesondere durch die Lokalisierung und Wechselwirkung von Proteinen bestimmt sind, werden moderne fluoreszenzmikroskopische Verfahren wie z. B. die Fluoreszenzlebensdauer-Mikroskopie (FLIM) eingesetzt. Das Zusammenwirken der in den vier Abteilungen eingesetzten Verfahren ermöglicht detaillierte Einblicke in das von hoher Dynamik geprägte Signalleitungsnetzwerk der Zelle und vermittelt ein Verständnis der molekularen Ursachen von Krankheiten wie Krebs. Ein wichtiger Aspekt der Forschung ist die Beeinflussung krankheitsauslösender Prozesse mit innovativen Wirkstoffen, die als Grundlage für die Entwicklung neuartiger Therapieansätze dienen. Ein am Institut entwickelter potentieller Ansatz für die Krebstherapie beruht auf der Modulation des Aufenthaltsortes des Krebsproteins Ras in der Zelle. Durch gezielte Manipulation des Transports dieses Signalproteins mittels eines dafür im Institut entwickelten Hemmstoffes konnte das Wachstum von Krebszellen reduziert werden.

## Geschichte
Das Kaiser-Wilhelm-Institut für Arbeitsphysiologie wurde 1913 in Berlin gegründet. Der erste Direktor war Max Rubner. Das Institut wurde 1929 nach Dortmund mit einer Zweigstelle in Münster verlegt. Kriegsbedingt wurde das Institut 1943 nach Bad Ems und Diez an der Lahn verlegt. Nach dem Zweiten Weltkrieg wurde das Institut in Dortmund am Rheinlanddamm.
1948 wurde das Instituts im Zuge des Übergangs der Kaiser-Wilhelm-Gesellschaft in die Max-Planck-Gesellschaft
in Max-Planck-Institut für Arbeitsphysiologie umbenannt. Die Abteilung Ernährungsphysiologie wurde 1956 als selbständiges Max-Planck-Institut für Ernährungsphysiologie ausgegründet. Das MPI für Arbeitsphysiologie wurde 1973 in MPI für Systemphysiologie umbenannt. Das MPI für Ernährungsphysiologie und das MPI für Systemphysiologie wurden im Jahr 1993 zum MPI für molekulare Physiologie zusammengelegt. 1999 zog man in den Neubau am Campus der Universität Dortmund, heute TU Dortmund.

## Abteilungen

### Mechanistische Zellbiologie
Die Abteilung für mechanistische Zellbiologie (Leitung: Andrea Musacchio) beschäftigt sich mit den molekularen Mechanismen der Zellteilung und deren Regulation. Im Fokus der Untersuchungen stehen Proteine, die den Prozess der Chromosomentrennung während der Kernteilung (Mitose) kontrollieren.
Im Verlauf der Mitose werden die aus zwei identischen Schwester-Chromatiden bestehenden Chromosomen, durch den Spindelapparat voneinander getrennt. Es entstehen zwei Tochterkerne die jeweils eines der Schwester-Chromatiden erhalten. Im Fokus der Untersuchungen steht ein komplexes Netzwerk wechselwirkender Proteine und Proteinkomplexe, das die Zellteilung kontrolliert und eine Falschverteilung des genetischen Materials verhindert. Durch strukturelle und funktionelle Analysen des Kinetochors, einem Proteinkomplex, der an die Chromosomen bindet, konnte die Forschungsgruppe wichtige Erkenntnisse über die Regulation der Bindung der Chromosomen an den Spindelapparat gewinnen und grundlegende Befunde zum Aufbau des Kinetochors beitragen. Außerdem konnten bisher unbekannte Interaktionen der Schlüsselproteine eines wichtigen Kontrollmechanismus in der Mitose, des „Spindle assembly checkpoints“, nachgewiesen werden.

### Systemische Zellbiologie
Forschungsgegenstand der Abteilung für Systemische Zellbiologie (Leitung: Philippe Bastiaens) ist die Regulation von Signalübertragungsprozessen in der Zelle, die wichtige zelluläre Funktionen wie das Wachstum von Gewebe (Proliferation) oder die Differenzierung in verschiedene Zelltypen bestimmt und somit das Schicksal einer Zelle steuert.
Der Schlüssel zum Verständnis dieser zellulären Entscheidungen liegt in der dynamischen Organisation von Signalproteinen und ihren dynamischen Interaktionen in einem Signalnetzwerk. Störungen in diesen Netzwerken sind die Ursache vieler Krankheiten. Sie können z. B. eine ungebremste Proliferation von Zellen verursachen und zur Entstehung von Krebs führen. Im Fokus der Krebsforschung stehen zwei Schlüsselproteine, das kleine G-Protein Ras und der EGF-Rezeptor, die im MAP-Kinase-Signalweg sowohl Proliferation als auch Differenzierung steuern. Die Forscher der Abteilung konnten zeigen, dass unabhängig vom eintreffenden Signal zwar dieselben Proteine im Signalweg aktiviert werden, durch das Schalten von negativen oder positiven Rückkopplungsmechanismen jedoch unterschiedlich lange aktiviert bleiben. Neben der zeitlichen Variabilität der Proteinaktivität spielt auch die räumliche Verteilung von Proteinen eine entscheidende Rolle. Mittels fluoreszenzmikroskopischer Verfahren wie der Fluoreszenzlebensdauer-Mikroskopie (FLIM) konnte die räumliche enzymatische Abschaltung von Signalen visualisiert werden. Untersuchungen der Lokalisierung des Krebsproteins Ras, das in jedem dritten Tumor verändert vorliegt, deckten eine zuvor unbekannte Dynamik dieses Proteins auf. Die Identifizierung und Charakterisierung eines Hilfsproteins, welches für den Transport und die Verteilung von Ras in der Zelle maßgeblich verantwortlich ist, ermöglichte es, einen neuen, innovativen Ansatz in der Krebstherapie zu entwickeln.

### Strukturbiochemie
Die Abteilung für Strukturbiochemie (Leitung: Stefan Raunser) konzentriert sich auf strukturelle und funktionelle Analysen von biologisch und medizinisch relevanten Membranproteinen und makromolekularen Komplexen. Forschungsschwerpunkte sind die Untersuchung von molekularen Mechanismen der Muskelkontraktion und der Infektion mit bakteriellen Toxinen. Weiterhin werden Membranproteine untersucht, die maßgeblich an der Synthese, des Transportes und der Homöostase von Cholesterin im Körper beteiligt sind.
Zur Analyse von Proteinstrukturen werden moderne Verfahren der Elektronenmikroskopie und Röntgenkristallographie mit einer Auflösung im atomaren Bereich eingesetzt. Der Einsatz der Kryoelektronenmikroskopie, bei der eine Probe in Millisekunden auf unter 140 °C eingefroren wird, ermöglicht die Strukturanalyse eines Membranproteins in seiner nahezu nativen Lipidumgebung. Dafür wird die Probe unter dem Mikroskop aus verschiedenen Richtungen aufgenommen und zu einem 3D-Datensatz rekonstruiert. Mit dieser Methode konnten erstmals sowohl eine hochaufgelöste Struktur des F-Aktins, Hauptbestandteil der Myofilamente in Muskelzellen, als auch des gesamten Aktin-Tropomyosin-Myosins-Komplexes, der eine zentrale Rolle in der Muskelkontraktion spielt, erzeugt werden. Diese Befunde sind von medizinischer Relevanz, da Mutationen in den für Aktin codierenden Genen die Ursache für zahlreiche Erkrankungen der Muskeln (Myopathien) und Blutgefäße sein können. Ein weiteres Forschungsziel der Abteilung ist die Aufklärung der Mechanismen, die von Bakterien eingesetzt werden, um Gifte in den von ihnen befallenen Zellen freizusetzen. Den Wissenschaftlern gelang erstmals die hochauflösende Darstellung eines bakteriellen Proteinkomplexes, der einen tödlichen Giftstoff mit einem spritzenähnlichen Mechanismus in die Zelle injiziert. Das Verständnis des Transportes von bakteriellen Wirkstoffen kann z. B. für die Entwicklung von biologischen Pestiziden genutzt werden. Die bakteriellen Proteinkomplexe könnten auch Anwendung in der Medizin finden und zur Applikation von Wirkstoffen genutzt werden, um z. B. Medikamente zielgenau in Krebszellen zu transportieren.

### Chemische Biologie
Die Abteilung für Chemische Biologie (Leitung: Herbert Waldmann) forscht an der Schnittstelle von organischer Chemie und Biologie. Forschungsschwerpunkt ist die Identifikation und Entwicklung von wirkstoffartigen, kleinen Molekülen, die als chemische Werkzeuge zur Untersuchung biologisch relevanter Prozesse eingesetzt werden. Dafür werden biochemische Techniken sowie neue Methoden und Strategien in der organischen Synthese von chemischen Verbindungen entwickelt.
Als Vorbild für diese niedermolekularen Verbindungen dienen biologisch aktive kleine Moleküle aus der Natur. Durch evolutionären Druck haben diese Moleküle wichtige Eigenschaften entwickelt, wie z. B. eine hohe Affinität zu Proteinen, und eine hohe Wirksamkeit auf intra- und extrazelluläre Prozesse, wie die Signalweiterleitung oder die Abwehr von Organismen aus der Umwelt. Aufgrund dieser Eigenschaften sind die chemischen Grundgerüste von Naturstoffen ein optimaler Ausgangspunkt für das Design und die Entwicklung neuer biologischer Wirkstoffe und für die Erweiterung von Substanzbibliotheken. Auf Basis einer neuen Klassifikation der chemischen Grundgerüste natürlicher Wirkstoffe und deren Erweiterung um synthetische Substanzen mit biologischer Aktivität, wurde in der Abteilung ein Algorithmus zur Aufdeckung bisher unbekannter Klassen von potentiell wirksamen Substanzen entwickelt. Mittels innovativer Synthesemethoden hergestellte naturstoffnahe Substanzen werden zunächst in zellbasierten Hochdurchsatzverfahren auf ihre Wirksamkeit geprüft und anschließend wird das jeweilige Zielprotein in nachgeschalteten Verfahren wie der Affinitätschromatographie ermittelt. Umgekehrt kann auch ausgehend von einem bekannten Zielprotein ein spezifischer Hemmstoff identifiziert werden. Solch ein Zielprotein ist zum Beispiel das Produkt des Onkogens RAS, das in jedem dritten Tumor mutiert vorliegt. Den Wissenschaftlern gelang die Identifizierung und Synthese eines kleinen Moleküls, das die krankheitsauslösende Wirkung von mutierten Ras-Proteinen durch die Störung ihres Transports innerhalb der Zelle unterdrückt.

## Emeritusgruppe
Zurzeit gibt es zwei Emeritusgruppen am Institut. Eine wird von Alfred Wittinghofer geleitet, der von 1993 bis 2009 Direktor der Abteilung Strukturelle Biologie am Institut war und der jetzt Emeritiertes Wissenschaftliches Mitglied ist. Eine weitere Gruppe wird von Roger Goody geleitet, der ehemals Direktor der Abteilung Physikalische Biochemie war.

## Assoziierte Einrichtungen

### Zentrum für chemische Genomik (CGC)
Das Zentrum für chemische Genomik ist eine gemeinschaftliche Einrichtung des MPI für molekulare Physiologie mit mehreren anderen Max-Planck-Instituten (Kohlenforschung in Mülheim an der Ruhr, Züchtungsforschung in Köln, Molekulare Zellbiologie und Genetik in Dresden, Psychiatrie in München und Biochemie in Martinsried). Es wird zusätzlich von mehreren Unternehmen unterstützt, die sich neue Erkenntnisse über Strategien für Medikamente erhoffen. Einige der Arbeitsgruppen sind im direkt neben dem MPI für molekulare Physiologie neu errichteten Biomedizin-Zentrum des Technologieparks Dortmund untergebracht.

### Dortmund Protein Facility (DPF)
Die Dortmund Protein Facility ist eine Hochdurchsatzklonierungs- und Proteinproduktionseinheit für molekulare Physiologie.
Mit ihr soll der Gebrauch von Hochdurchsatzmethoden im molekularen Klonieren sowie bei Proteinproduktion und -analyse ermöglicht und gefördert werden.

### Compound Management and Screening Center (COMAS)
Das 2011 gegründete Compound Management and Screening Center eingerichtet am Dortmunder MPI hat die Aufgabe, die zurzeit verstreut vorliegenden Substanzbibliotheken der Max-Planck-Gesellschaft zusammenzuführen und sie koordiniert in biochemischen und zellulären Screens einzusetzen. In einem automatischen −20 °C Substanzlager werden unter idealen Bedingungen chemischen Substanzen gelagert und für eine Verteilung vorbereitet.

### International Max Planck Research School in Chemical Biology (IMPRS)
In Zusammenarbeit mit den Universitäten in Dortmund und Bochum bietet das MPI ein Graduiertenstudium in chemischer Biologie im Rahmen einer International Max Planck Research School (IMPRS) an, das zum Grad eines Doktors der Naturwissenschaften oder aber auch eines Doktors der Philosophie analog zum englischen Ph. D. führt. Die Ausbildung erfolgt in Englisch, nicht zuletzt, da die Zielgruppe vor allem ausländische Studenten sind, die auf diese Weise in Deutschland promovieren. Da das Max-Planck-Institut selbst nicht promotionsberechtigt ist, erfolgt die Promotion an einer der beteiligten Hochschulen nach deren Promotionsordnung. Die IMPRS stellt über die zusätzlichen Qualifikationen eine Bestätigung aus. Die im Rahmen der IMPRS besuchten Vorlesungen werden dabei aber von den beteiligten Hochschulen für die Promotionsvoraussetzungen anerkannt. Nur ein Teil der Doktoranden des Instituts promoviert im Rahmen der IMPRS.